# Лоран Жалабер
Лоран Жалабер (фр. Laurent Jalabert; Мазаме, 30. новембар 1968), је бивши француски професионални бициклиста у периоду од 1989. до 2002. године. највећи успех му је освајање Вуелта а Еспање 1995. године. Жалабер је освојио велики број једнодневних трка и био је број 1 у UCI рангирању четири пута.

## Каријера

### Почетак каријере
Жалабер је каријеру почео 1989. у тиму Тошиба. Освојио је Тур Арморник и Тур Лиможа и брзо је срекао репутацију доброг спринтера. 1990. године, освојио је трке Париз—Бурж и Критеријум Бордоа, а завршио је други на класику Сан Себастијан. Те године је победио у УЦИ рангирању. 1991. освојио је трку Алеса и етапу на Четири дана Данкека, где је завршио на другом месту. Друго место освојио је и на Париз—Ници, а био је добар и на класицима. Освојио је седмо место на Амстел голд рејсу, девето на трци око Фландрије, 11 место на Лијеж—Бастоњ—Лијежу и 17 место на Милан—Санрему.
Године 1991, је возио Тур де Франс по први пут и завршио је на другом месту у класификацији по поенима. У финишу сезоне освојио је друго место на светском купу.

### 1992 — 1997.
Године 1992, годину почео је победом на трци у Баскијској земљи, а наставио је на Критеријуму Лисукс и Вуелта Бургос трци, где је освојио три етапе. На Милан—Санрему је освојио девето место, а затим је победио на три етапе на Вуелта Каталонији. До победе је дошао и на Тур де Франсу, где је освојио и класификацију по поенима.
Године 1993, стартовао је победама у Шпанији, освојио је трку у Галицији и трофеј Манакор, а наставио је победом на челенџу Маљорке и на Вуелта Маљорка трци, коју је освојио уз четири етапне победе. На трци Трофеј палма де Маљорка, завршио је други. Добру сезону у Шпанији употпунио је освајањем две етапе на Вуелта а Еспањи. На Тур де Франсу није имао среће, морао је да га напусти током етапе 17. Сезону је завршио победом у Шпанији, на трци Вуелта риоха.
Године 1994, је почетка етапу на Туру Баскијске земље и чак седам етапа на Вуелта а Еспањи, где је освојио и класификацију по поенима. На другој етапи Тур де Франса, доживио пад када је неколико возача ударило полицајца, жалабер је одлетио у ваздух и његов бицикл је био уништен, након тога је одлучио да промени стил вожње и постао је ол араунд возач, способан да победи гранд тур трке и велике једнодневне трке.
Године 1995, је почео победом у Шпанији, освојио је трку Алкобендас, а на трофеју Манакор је завршио други, након чега је освојио Критеријум Цалас у Француској. Сезону је наставио у сјајној форми, освојио је Париз—Ницу, Милан—Санремо, Критеријум Интернационал и Вуелта Каталонију. На Тур де Франсу је победио две етапе и освојио је класификацију по поенима, а онда је стигла круна каријере, освојио је Вуелта а Еспању. На Вуелти је освојио пет етапа, брдску и класификацију по поенима, што су пре њега успели само Еди Меркс и Тони Ромингер. 1995. освојио је УЦИ ранкинг по други пут.
Године 1996, освојио је Париз—Ницу, етапу на Туру Баскијске земље, класик Алпа, Тур Пиринеја и две етапе на Вуелта Еспањи. Тур де Франс није завршио, напустио га је на десетој етапи, а на Олимпијским играма освојио је 21 место. На светском првенству освојио је седмо место, а на класику Милан—Торино треће. Сезону је завршио са деветим местом на Ђиро ди Ломбардији. Опет је победио у УЦИ рангирању.
Године 1997, освојио је челенџ Маљорке и трку Сарагосе на старту сезоне. Наставио је са другим местом на Критеријуму Интернационал, а затим је освојио Париз—Ницу по трећи пут. На Туру Баскијске земље је завршио други, уз освојене две етапе. Освојио је друго место на Лијеж—Бастоњ—Лијежу и седмо на Амстел голд рејсу, пре Тур де Франса. На Туру није забележио ниједну победу. Неуспех на Туру надокнадио је на Вуелти, где је освојио класификацију по поенима, уз две етапе. У финишу сезоне, освојио је светско првенство у вожњи на хронометар, Милан—Торино и Ђиро ди Ломбардију.

### 1998 — 2003.
Године 1998, освојио је друго место на Париз—Ници и на Туру Баскијске земље, где је победио на две етапе. Завршио је други на Лијеж—Бастоњ—Лијежу, а затим је освојио Вуелту Астурас. Пре Тур де Франса, освојио је три етапе на Туру Швајцарске и национално првенство. На Туру није остварио победу и напустио га је током етапе 17, због повреде. Након Тура, освојио је пето место на Вуелта а Еспањи и завршио је други у УЦИ рангирању.
Године 1999, остварио је шест победа у Шпанији, на почетку сезоне, а затим је освојио Тур Романдије, уз три победе. Након седам година, 1999. се вратио на Ђиро д’Италију, где је победио на три етапе и освојио класификацију по поенима, а у генералном пласману освојио је четврто место. Након Ђира, освојио је друго место на Туру Швајцарске, уз једну етапну победу. Тур де Франс није возио, а Вуелта а Еспању није успио да заврши. У УЦИ рангирању освојио је прво место по четврти пут.
На почетку 2000. године, завршио је други на Критеријуму Цалас, а затим је освојио Тур Медитерана, трку Каталуња и етапу на Тирено—Адриатику. Освојио је по етапу на Туру Баскијске земље и Критеријуму Дофине и десето место на Лијеж—Бастоњ—Лијежу. На Тур де Франсу није остварио ниједну победу и завршио је на 54 месту у генералном пласману. Након нешто лошије сезоне, завршио је седми у УЦИ рангирању.
Године 2001, годину, стартовао је победом у Француској, на трци Ла пол Норманд. Освојио је друго место на трци Четири дана Данкека, а на Тур де Франсу је освојио две етапе и брдску класификацију. Након Тура, освојио је класик Сан Себастијан и трку у Розелару.
Године 2002, сезону почео је у Данској, где је победио на Колерс класику, а затим је освојио класик Индр у Француској и Критеријум Лисукс. Париз—Ницу је завршио на трећем месту, а пре Тура, освојио је трку у Луксембургу Гала Тур де Франс, по трећи пут. Тур де Франс је завршио на 42 месту у генералном пласману и освојио је брдску класификацију по други пут. Након Тура, освојио је класик Сан Себастијан, куп Агостини и трку у Тулузу.
Године 2003, освојио је друго место на Критеријуму Цалас. На крају сезоне, завршио је каријеру.

## Крај каријере и приватни живот
Након завршетка каријере, Жалабер је био консултант на Француској телевизији, а 2007. је учествовао на триатлону у Швајцарској и завршио је на 69 месту у конкуренцији 1.850 такмичара. А након тога, квалификовао се и за светско првенство, где је завршио на 76 месту.
Године 2013, Жалабера је ударио аутомобил док је возио свој бицикл и завршио је са ломовима на левој руци и нози. Француска антидопинг агенција објавила је 2013. године листу возача који су се допинговали, а међу њима је и Лоран Жалабер, који је користио недозвољена средства 1998. године. Жалабер то никада није ни потврдио ни порекао.